# ロサンゼルス郡都市圏交通局
ロサンゼルス郡都市圏交通局（ロサンゼルスぐんとしけんこうつうきょく、Los Angeles County Metropolitan Transportation Authority、略称：LACMTA）は、アメリカ合衆国カリフォルニア州ロサンゼルス郡の交通計画を策定し、公共交通網の一部を運営する公共事業体である。交通局では、交通計画や交通政策、財政計画の策定なども行っている。「メトロ (Metro)」という名で交通機関を運営している。
交通事業者としては、アメリカ合衆国として二番目の規模を誇り、その運営地域は1433平方マイル、ピーク時に運行するバスの台数は2000台にのぼる。圧縮天然ガスを使用するバスの導入においては全米一の規模を誇る。

## 歴史

### 民間事業者の時代
ロサンゼルス都市圏の最初の大規模公営事業者であるロサンゼルス都市圏交通局が生まれたのは1958年の事で、それ以前の公共交通を運行した事業者としては次のような会社を挙げる事ができる。

#### パシフィック電鉄
主に郊外への鉄道路線、バス路線を運行した事業者。
会社自体は1911年の大統合により成立するが、その元となった郊外路線の建設は1890年代に遡る事ができる。1953年に電車運行権をメトロポリタン・コーチ・ラインズに譲渡した。

#### ロサンゼルス鉄道 (Los Angeles Railway)
ロサンゼルス市内の路面電車、バスを運行した事業者。略称はLARy。
ロサンゼルスの市街鉄道自体は1874年の馬車鉄道をその起源に持ち、電車運行は1886年にはじめられた。ロサンゼルス鉄道は1894年に設立され、それ以前に存在した会社や同時期に設立された競合他社を吸収して拡大した。全盛期には軌道延長で500km、800両の車両が運行された。1930年代以降はバス路線の整備にも力を入れていた。
パシフィック電鉄の軌道幅が1435mmであるのに対し、ロサンゼルス鉄道の軌道幅は1067mmでこのためにロサンゼルス市内には三線軌条が随所に設けられていた。

#### ロサンゼルス・トランジット・ラインズ
1944年には、ロサンゼルス鉄道とロサンゼルスの市内のバス路線を統合して生まれた会社。ゼネラルモーターズ（GM）のバス子会社であるナショナル・シティ・ラインズの支配下にあり、支配下の14年間に路面電車路線は当初の半分に減少したが、全廃されることは無かった。また、トロリーバスの運行や、ショッピングセンターと連携して無料乗車証を発行して、自家用車利用客を公共交通に誘導するなどの積極策も行っている。

### 公営化

#### ロサンゼルス都市圏交通局
ロサンゼルスでは高速鉄道やモノレールの計画があり、それを実現するために1951年に設立されたのがロサンゼルス都市圏交通局 (Los Angeles Metropolitan Transit Authority 1951～1964) である。1958年にはモノレール建設の布石として、メトロポリタン・コーチ・ラインズとロサンゼルス・トランジット・ラインズを買収し、ロサンゼルス都市圏の鉄道とバスの運行を一手に引き受けたが、モノレール自体は実現することが無かった。

#### 南カリフォルニア高速交通局
南カリフォルニア高速交通局 (Southern California Rapid Transit District 1964年 ～ 1993年) は、南カリフォルニア全域の公共交通サービスを提供する目的で設立され、ロサンゼルス、サンバナディーノ、オレンジ、リバーサイドの各郡の民間バス会社を吸収し、広域のバス運行を行った。主な施策はバス交通の改善にあり、1974年にはエルモンテに向かう高速道路上に専用のバスレーンを設け高速通勤バスサービスをはじめた。

#### ロサンゼルス郡都市圏交通局の登場
南カリフォルニア高速交通局はロサンゼルス大都市圏の公共交通の発展に一定の役割を果たしたが、人口増加に対応するために、組織の再編が図られ、1973年よりオレンジ郡、リバーサイド郡、サンバナディーノ郡の各郡では独自の交通局の設立が図られた。同時に、ロサンゼルス郡内では鉄軌道によるLRT、地下鉄の建設が始まり、こうした鉄道路線の計画、建設、運営を効率よく行う事が求められた。
こうした課題に対応するために、1993年、南カリフォルニア高速交通局と、ロサンゼルス郡交通委員会を統合する事で誕生したのがロサンゼルス郡交通局である。ロサンゼルス郡交通局は鉄軌道の整備に力をいれ、南カリフォルニア高速交通局時代に開業していたブルーラインに加え、地下鉄レッドライン、LRTのグリーンライン、ゴールドラインなどを開業させている。

## 鉄道路線
現在、以下の6路線が存在する。
| 路線 | 路線 | 開業年 | 駅数 | 区間                                 | 区間                         | 種別         |
| ---- | ---- | ------ | ---- | ------------------------------------ | ---------------------------- | ------------ |
|      | A線  | 1990年 | 44   | APU/シトラスカレッジ駅               | ダウンタウン・ロングビーチ駅 | ライトレール |
|      | B線  | 1993年 | 14   | ノース・ハリウッド駅                 | ユニオン駅                   | 地下鉄       |
|      | C線  | 1995年 | 12   | LAX/メトロ・トランジット・センター駅 | ノーウォーク駅               | ライトレール |
|      | D線  | 1993年 | 8    | ウィルシャー/ウェスタン駅            | ユニオン駅                   | 地下鉄       |
|      | E線  | 2012年 | 29   | ダウンタウン・サンタモニカ駅         | アトランティック駅           | ライトレール |
|      | K線  | 2022年 | 13   | エクスポ/クレンショー駅              | レドンドビーチ駅             | ライトレール |

### A線
- ラインカラー：ブルー

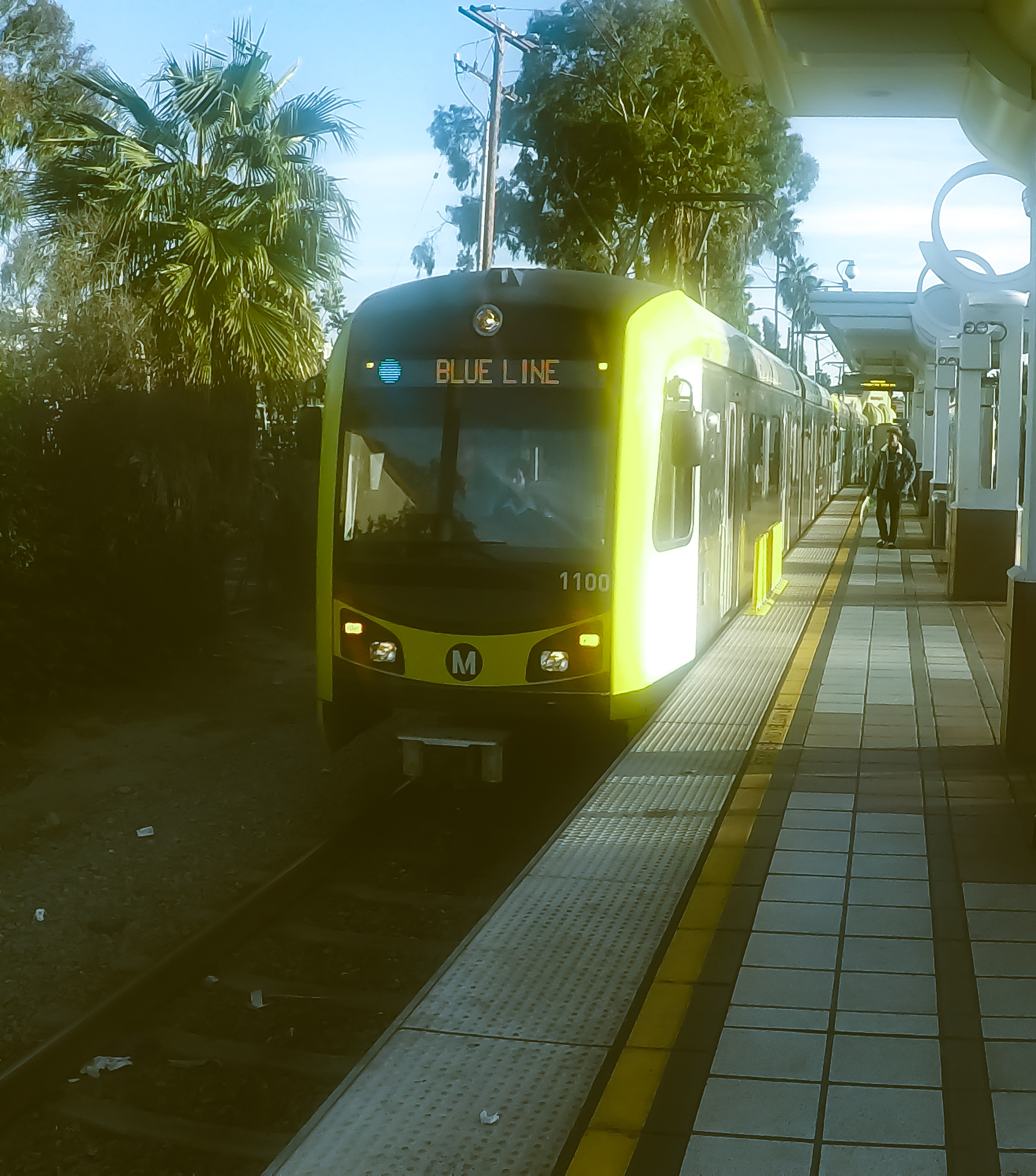
A線の車両
（P3010形電車）

- APU/シトラスカレッジ - ロングビーチ
- 48.5マイル (78.1 km)、44駅
- 軌間1435 mm、架空電車線方式
- 年間利用者数（2022年）1,066万人

1989年から1990年にかけて建設が行われたLRT路線。ロサンゼルスのダウンタウンから南進し、ロングビーチ市の中心部に向かう。軌道用地として貨物線として用いられていたパシフィック電鉄ロングビーチ線の跡地が活用された。
軌間1435mm、架線集電方式。途中サウス・セントラル、ワッツ、コンプトン市などに代表される、低所得者が多く居住する地域を経由するものの車内の治安はよく、ひとりでも気楽に乗れる路線である。LAX (ロサンゼルス国際空港) からC線とA線を乗り継ぐ乗客が比較的多く、車内に殺伐とした雰囲気はない。
2023年にRegional Connectorが開通、路線の再編が行われ、以前のL線（ゴールドライン）アズサ方面との直通運転が開始された。
使用車両は以下の通り。
- P3010形電車 - 日本の近畿車輛、およびそのアメリカ法人の工場において製造。2015年に登場して以来、下記のP865形を置き換える形で導入されている。
- P865形電車 - 日本の日本車輌において製造。1990年の開通時に導入され、上記のP3010形に置き換えられる形で2018年に引退するまで、同線の主力として親しまれた。
- P2020形電車 - 上記のP865形の増備車に相当する車両。もともとはグリーンライン（C線）へ導入されたもので、C線の車両が下記のドイツのジーメンス製のP2000形へ統一された際に当線へ転属してきた。
- P2000形電車 - ドイツのシーメンスで製造。もともとはゴールドライン（L線）へ導入された車両で、2010年代に当線へ転属

| 駅                            | 乗換                                         | 開業年月日     | 市             |
| ----------------------------- | -------------------------------------------- | -------------- | -------------- |
| APU/Citrus College            |                                              | 2016年3月5日   | Azusa          |
| Azusa Downtown                |                                              | 2016年3月5日   | Azusa          |
| Irwindale                     |                                              | 2016年3月5日   | Irwindale      |
| Duarte/City of Hope           |                                              | 2016年3月5日   | Duarte         |
| Monrovia                      |                                              | 2016年3月5日   | Monrovia       |
| Arcadia                       |                                              | 2016年3月5日   | Arcadia        |
| Sierra Madre Villa            |                                              | 2003年6月26日  | Pasadena       |
| Allen                         |                                              | 2003年6月26日  | Pasadena       |
| Lake                          |                                              | 2003年6月26日  | Pasadena       |
| Memorial Park                 |                                              | 2003年6月26日  | Pasadena       |
| Del Mar                       |                                              | 2003年6月26日  | Pasadena       |
| Fillmore                      |                                              | 2003年6月26日  | Pasadena       |
| South Pasadena                |                                              | 2003年6月26日  | South Pasadena |
| Highland Park                 |                                              | 2003年6月26日  | Los Angeles    |
| Southwest Museum              |                                              | 2003年6月26日  | Los Angeles    |
| Heritage Square               |                                              | 2003年6月26日  | Los Angeles    |
| Lincoln/Cypress               |                                              | 2003年6月26日  | Los Angeles    |
| Chinatown                     |                                              | 2003年6月26日  | Los Angeles    |
| Union Station                 | アムトラック メトロリンク (南カリフォルニア) | 2003年6月26日  | Los Angeles    |
| Little Tokyo/Arts District    |                                              | 2009年11月15日 | Los Angeles    |
| Historic Broadway             |                                              | 2023年6月16日  | Los Angeles    |
| Grand Avenue Arts/Bunker Hill |                                              | 2023年6月16日  | Los Angeles    |
| 7th St/Metro Center           |                                              | 1991年2月8日   | Los Angeles    |
| Pico                          |                                              | 1990年7月14日  | Los Angeles    |
| Grand                         |                                              | 1990年7月14日  | Los Angeles    |
| San Pedro                     |                                              | 1990年7月14日  | Los Angeles    |
| Washington                    |                                              | 1990年7月14日  | Los Angeles    |
| Vernon                        |                                              | 1990年7月14日  | Los Angeles    |
| Slauson                       |                                              | 1990年7月14日  | Los Angeles    |
| Florence                      |                                              | 1990年7月14日  | Florence       |
| Firestone                     |                                              | 1990年7月14日  | Florence       |
| 103rd Street                  |                                              | 1990年7月14日  | Los Angeles    |
| Willowbrook/Rosa Parks        |                                              | 1990年7月14日  | Willowbrook    |
| Compton                       |                                              | 1990年7月14日  | Compton        |
| Artesia                       |                                              | 1990年7月14日  | Compton        |
| Del Amo                       |                                              | 1990年7月14日  | Carson         |
| Wardlow                       |                                              | 1990年7月14日  | Long Beach     |
| Willow                        |                                              | 1990年7月14日  | Long Beach     |
| Pacific Coast Highway         |                                              | 1990年7月14日  | Long Beach     |
| Anaheim Street                |                                              | 1990年7月14日  | Long Beach     |
| 5th Street (南行のみ)         |                                              | 1990年9月1日   | Long Beach     |
| 1st Street (南行のみ)         |                                              | 1990年9月1日   | Long Beach     |
| Transit Mall (南行のみ)       |                                              | 1990年9月1日   | Long Beach     |
| Pacific (北行のみ)            |                                              | 1990年9月1日   | Long Beach     |

### B線
- ラインカラー：レッド
- ユニオン駅 - ノースハリウッド

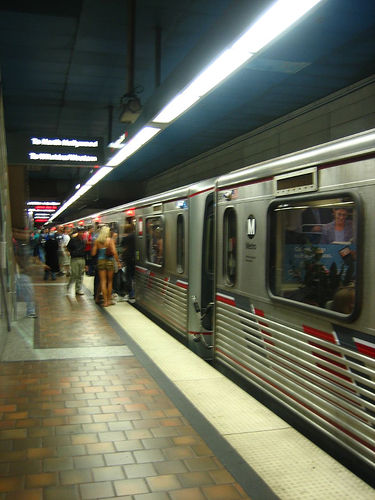
レッドライン

- 16.4マイル (26.4 km)、14駅
- 軌間1435mm、第三軌条方式
- 年間利用者数（2022年）2,576万人

1993年に開業した地下鉄路線。2000年にノースハリウッドまで延長された。ノースハリウッドから先はオレンジラインのバスがサンフェルナンドバレーを東西に運行している。1年を通して観光客で賑わうハリウッドやユニバーサルスタジオを通ってハイテク工業地帯へと抜ける路線で、それらの背景から、スピードをはじめとするさまざまな映画に登場する。
Wilshire/Vermont駅で二方向に分岐しているが、現在はふたつの運転系統を別々の路線として扱い、Union Station - North Hollywood間をB線、Union Station - Wilshire/Western間をD線としている。重複区間のUnion Station - Wilshire/Vermont間は別々の路線が同じ施設を共用している、という扱いになっている。
なお、North Hollywoodより先はオレンジライン（バス）だが、将来的にB線の延伸線として置き換えていく計画である。
| 駅                      | 乗換                                         | 開業年月日    | 市 (地区)                        |
| ----------------------- | -------------------------------------------- | ------------- | -------------------------------- |
| Union Station           | アムトラック メトロリンク (南カリフォルニア) | 1993年1月30日 | Los Angeles (Downtown LA)        |
| Civic Center            |                                              | 1993年1月30日 | Los Angeles (Downtown LA)        |
| Pershing Square         |                                              | 1993年1月30日 | Los Angeles (Downtown LA)        |
| 7th St/Metro Center     |                                              | 1993年1月30日 | Los Angeles (Downtown LA)        |
| Westlake/MacArthur Park |                                              | 1993年1月30日 | Los Angeles (Westlake)           |
| Wilshire/Vermont        |                                              | 1996年7月13日 | Los Angeles (Koreatown)          |
| Vermont/Beverly         |                                              | 1999年6月12日 | Los Angeles (Koreatown)          |
| Vermont/Santa Monica    |                                              | 1999年6月12日 | Los Angeles (East Hollywood)     |
| Vermont/Sunset          |                                              | 1999年6月12日 | Los Angeles (East Hollywood)     |
| Hollywood/Western       |                                              | 1999年6月12日 | Los Angeles (East Hollywood)     |
| Hollywood/Vine          |                                              | 1999年6月12日 | Los Angeles (Hollywood)          |
| Hollywood/Highland      |                                              | 2000年6月24日 | Los Angeles (Hollywood)          |
| Universal City          |                                              | 2000年6月24日 | North Hollywood (Universal City) |
| North Hollywood         |                                              | 2000年6月24日 | North Hollywood (Arts District)  |

### C線
- ラインカラー：グリーン
- レドンドビーチ - ノーウォーク

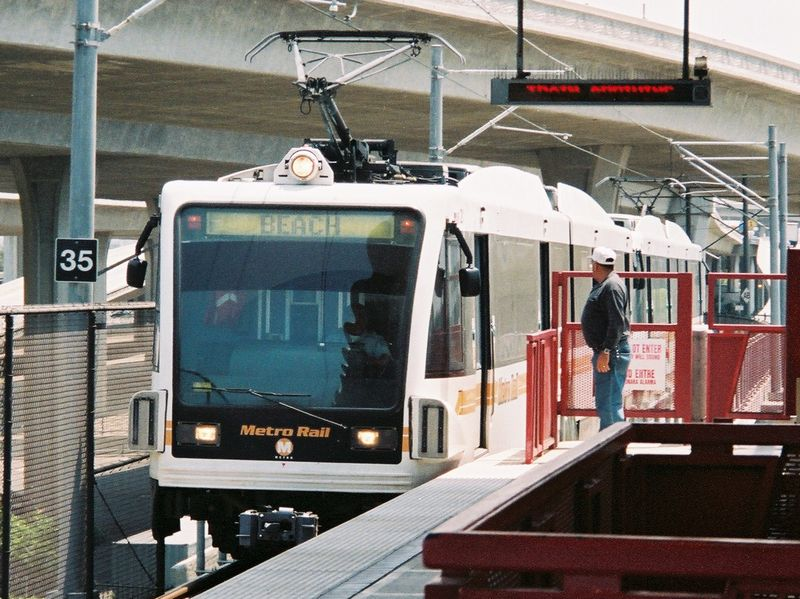
グリーンライン

- 19.5マイル (31.4 km)、14駅
- 軌間 1435mm、架空電車線方式
- 年間利用者数（2022年）539万人

1995年に開業したLRT路線で、ロサンゼルス南部を東西に横断する。ほぼ全線にわたって高速道路I-105の中央部分に敷かれた高架線路上を走る。西側ではロサンゼルス南西郊の高級住宅地として知られるレドンドビーチに入る。アヴィエーション/ラックス駅でロサンゼルス国際空港のターミナルに向かう無料シャトルバスと接続している。正式名称は「The C Line」である。
| 駅                       | 乗換                              | 開業年月日        |
| ------------------------ | --------------------------------- | ----------------- |
| Norwalk                  |                                   | 1995年8月12日     |
| Lakewood                 |                                   | 1995年8月12日     |
| Long Beach               |                                   | 1995年8月12日     |
| Willowbrook/Rosa Parks   |                                   | 1995年8月12日     |
| Avalon                   |                                   | 1995年8月12日     |
| Harbor Freeway           |                                   | 1995年8月12日     |
| Vermont                  |                                   | 1995年8月12日     |
| Crenshaw                 |                                   | 1995年8月12日     |
| Hawthorne                |                                   | 1995年8月12日     |
| Aviation/LAX             | LAX Shuttle (via C & K Line Link) | 1995年8月12日     |
| Aviation/Century         |                                   | 未開業 2024年予定 |
| LAX/Metro Transit Center |                                   | 未開業 2024年予定 |
| Mariposa                 |                                   | 1995年8月12日     |
| El Segundo               |                                   | 1995年8月12日     |
| Douglas                  |                                   | 1995年8月12日     |
| Redondo Beach            |                                   | 1995年8月12日     |

### D線
- ラインカラー：パープル
- ユニオン駅 - ウィルシャー/ウェスタン（[ユニオン駅 - ウィルシャー/ヴァーモント間はレッドラインと共用）
- 6.4マイル (10.3 km)、8駅（うち5駅はB線と共用）

- 軌間1435mm、第三軌条方式
- 年間利用者数（2022年）2,576万人

現在は2区間のみの支線のようになっているが、もともとはこちらがB線の本線であった。2000年、ハリウッド方面に分岐線ができた時、そちらがB線の本線となりこちらはあらたにパープルラインとなり、後にD線へと改称された。地下鉄のビーチへの延伸、というのが市の公約であり、B線がハリウッドに向かった以上ビーチへ向かうのはこのD線、というのが当たり前のように思われていた。その方向で経由地・終点予定地が検討され、センチュリー・シティー経由でサンタモニカ・ビーチに到達させるという形にいったんはまとまりかけたが、ここに来てあらたな意見が急浮上してきている。
ビーチとハリウッドを一本でつなぎたい、という意見がそれである。これはピンクライン（Pink Line、後述）をサンタモニカ・ビーチへ延伸させるというもので、パープルラインはピンクラインとの結節予定点であるWilshire/Santa Monica駅から南下して別のルートとする、という案である。こちらが採用されるとダウンタウンから直接ビーチまでつながる線はなくなってしまい、かならず一回の乗換を余儀なくされることになる。それを解消するためにレッドラインがHollywood/Western駅からさらに分岐してビーチに向かうという対案も出ているが、これだとダウンタウンを発車した列車はレッドとパープルに一度分岐して、さらに分岐をすることになり、各系統の本数が激減してしまうため、現実的ではないという見方が強い。結果としてサンタモニカ・ビーチから見てハリウッドとダウンタウンのどっちを優先するか、という議論になっており、関係者を悩ませている。なお、結論が出なくとも、交通局では建設をはじめると発表している。大半の部分はどのような結論が出ようとも絶対に造ることになるため、未確定部分以外の建設に着手する予定である。
| 駅                      | 乗換                                         | 開業年月日    | 市 (地区)                 |
| ----------------------- | -------------------------------------------- | ------------- | ------------------------- |
| Union Station           | アムトラック メトロリンク (南カリフォルニア) | 1993年1月30日 | Los Angeles (Downtown LA) |
| Civic Center            |                                              | 1993年1月30日 | Los Angeles (Downtown LA) |
| Pershing Square         |                                              | 1993年1月30日 | Los Angeles (Downtown LA) |
| 7th St/Metro Center     |                                              | 1993年1月30日 | Los Angeles (Downtown LA) |
| Westlake/MacArthur Park |                                              | 1993年1月30日 | Los Angeles (Westlake)    |
| Wilshire/Vermont        |                                              | 1996年7月13日 | Los Angeles (Koreatown)   |
| Wilshire/Normandie      |                                              | 1996年7月13日 | Los Angeles (Koreatown)   |
| Wilshire/Western        |                                              | 1996年7月13日 | Los Angeles (Koreatown)   |

### E線
- ラインカラー：ゴールド
- ダウンタウン・サンタモニカ - アトランティック
- 22マイル (35 km)、29駅
- 軌間 1435mm、架空電車線方式
- 年間利用者数（2022年）938万人

旧称はエキスポライン（ラインカラーはアクア）で、7th St/Metro Center駅から南下し、Exposition Blvdを西進し、サンタモニカビーチに到る路線であった。すでに開業していたブルーラインのPicoから分岐して2012年4月22日Culver Cityまで開通した。路線の色は「ライトブルー」。ブルーライン、ゴールドラインと同じLRT規格で造られ、7th St/Metro Center駅から北上してレッドラインとは別ルートでゴールドラインのUnion Stationに接続し、LRT三線が直通運用されることが決定した（Regional Connector）。
車両は日本車輌製電車、シーメンス製電車、近畿車輛製電車をブルーラインと共用で運用している。日本車輌製電車およびシーメンス製電車は以前ゴールドラインで運用されていたものだが、同線が新型のアンサルドブレーダ(現在の日立レールイタリア社)製電車に切り替わったことで移ってきたグループであり、近畿車輛製電車（P3010形）は、それらに加えて2016年から投入開始されたものである。
2023年にRegional Connectorが開通、路線の再編が行われ、L線はA線、E線に統合され消滅した。
| 駅                            | 乗換 | 開業年月日     | 市               |
| ----------------------------- | ---- | -------------- | ---------------- |
| Downtown Santa Monica         |      | 2016年5月20日  | Santa Monica     |
| 17th Street/SMC               |      | 2016年5月20日  | Santa Monica     |
| 26th Street/Bergamot          |      | 2016年5月20日  | Santa Monica     |
| Expo/Bundy                    |      | 2016年5月20日  | West Los Angeles |
| Expo/Sepulveda                |      | 2016年5月20日  | West Los Angeles |
| Westwood/Rancho Park          |      | 2016年5月20日  | Los Angeles      |
| Palms                         |      | 2016年5月20日  | Los Angeles      |
| Culver City                   |      | 2012年6月20日  | Culver City      |
| La Cienega/Jefferson          |      | 2012年4月28日  | Los Angeles      |
| Expo/La Brea                  |      | 2012年4月28日  | Los Angeles      |
| Farmdale                      |      | 2012年6月20日  | Los Angeles      |
| Expo/Crenshaw                 |      | 2012年4月28日  | Los Angeles      |
| Expo/Western                  |      | 2012年4月28日  | Los Angeles      |
| Expo/Vermont                  |      | 2012年4月28日  | Los Angeles      |
| Expo Park/USC                 |      | 2012年4月28日  | Los Angeles      |
| Jefferson/USC                 |      | 2012年4月28日  | Los Angeles      |
| LATTC/Ortho Institute         |      | 2012年4月28日  | Los Angeles      |
| Pico                          |      | 1990年7月14日  | Los Angeles      |
| 7th Street/Metro Center       |      | 1991年2月15日  | Los Angeles      |
| Grand Avenue Arts/Bunker Hill |      | 2023年6月16日  | Los Angeles      |
| Historic Broadway             |      | 2023年6月16日  | Los Angeles      |
| Little Tokyo/Arts District    |      | 2009年11月15日 | Los Angeles      |
| Pico/Aliso                    |      | 2009年11月15日 | Los Angeles      |
| Mariachi Plaza                |      | 2009年11月15日 | East Los Angeles |
| Soto                          |      | 2009年11月15日 | East Los Angeles |
| Indiana                       |      | 2009年11月15日 | East Los Angeles |
| Maravilla                     |      | 2009年11月15日 | East Los Angeles |
| East LA Civic Center          |      | 2009年11月15日 | East Los Angeles |
| Atlantic                      |      | 2009年11月15日 | East Los Angeles |

### K線
- ラインカラー：ピンク
- エクスポ/クレンショー - ウエストチェスター/ヴェテランズ駅
- 5.9マイル（9.5km）、21駅
- 軌間 1435mm、架空電車線方式

ジェファーソン パーク地区とウェストチェスター地区の間を南北に走るライトレール路線で、イングルウッド市を通過する。2022年10月7日にオープンした、最も新しい路線である。2024年には、ロサンゼルス国際空港を経てC線に接続する部分が開通予定で、その時点でC線とK線は統合される予定である。
| 駅                       | 乗換                  | 開業年月日        | 市                          |
| ------------------------ | --------------------- | ----------------- | --------------------------- |
| Expo/Crenshaw            |                       | 2022年10月7日     | Los Angeles                 |
| Martin Luther King Jr.   |                       | 2022年10月7日     | Los Angeles                 |
| Leimert Park             |                       | 2022年10月7日     | Los Angeles                 |
| Hyde Park                |                       | 2022年10月7日     | Los Angeles                 |
| Fairview Heights         |                       | 2022年10月7日     | Inglewood                   |
| Downtown Inglewood       |                       | 2022年10月7日     | Inglewood                   |
| Westchester/Veterans     | (via C & K Line Link) | 2022年10月7日     | Inglewood                   |
| LAX/Metro Transit Center |                       | 未開業 2025年予定 | Los Angeles                 |
| Aviation/Century         |                       | 2024年11月        | Los Angeles                 |
| Mariposa                 |                       | 2024年11月        | El Segundo                  |
| El Segundo               |                       | 2024年11月        | El Segundo                  |
| Douglas                  |                       | 2024年11月        | El Segundo                  |
| Redondo Beach            |                       | 2024年11月        | Hawthorne and Redondo Beach |

### L線（系統としては2023年に廃止）
- ラインカラー：ゴールド

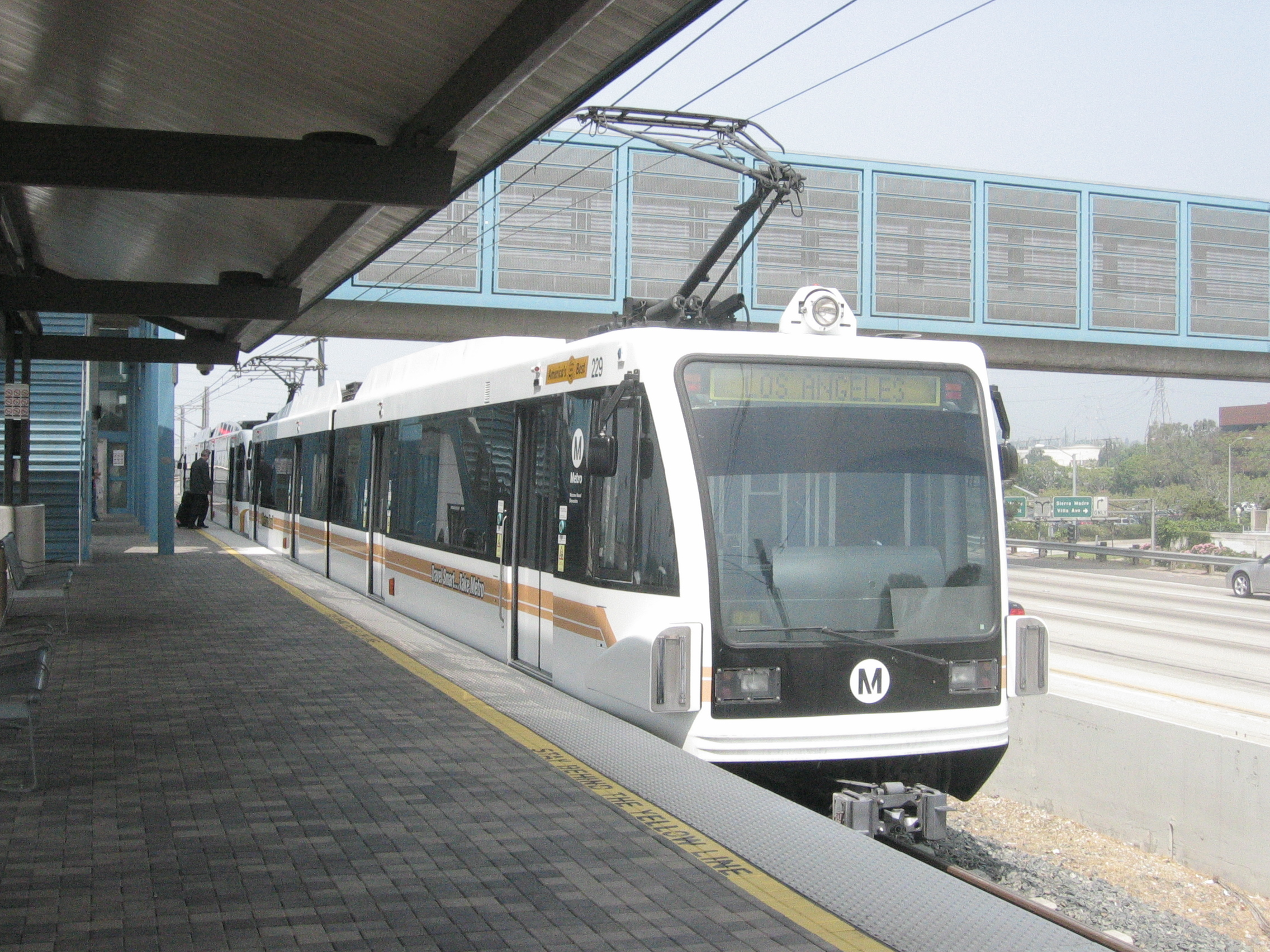
ゴールドライン

- アトランティック - ユニオン駅 - APU/シトラスカレッジ駅
- 19.7マイル（22.7km）、21駅
- 軌間 1435mm 架空電車線方式
- 年間利用者数（2005年見込み）525万人

1999年に建設がはじめられ、2003年に開業した路線。ロサンゼルス北東郊の高級住宅地であるパサディナ市ではオールド・タウンの地下を横切り、高速道路I-210の中央部分を走行する。シエラマドレヴィラ駅には自動車利用客の利用促進を図るため、巨大な駐車場が設けられている（パーク・アンド・ライドという）。
2009年11月15日にユニオン駅から南側、リトルトーキョーを経由してイーストロサンゼルス（アトランティック）までの延伸工事が完成した。北側の終着駅であるシエラマドレヴィラから東側でも同じくモンロビア、アズサ方面への路線の延伸工事が行われ、2016年にアズサ市内まで延伸した。
ロサンゼルス市内にRegional Connectorを建設して、E線とL線イーストロサンゼルス方面、A線とL線アズサ方面をそれぞれ直通させ、現在のL線区間も含めE線・A線に改称されることになった。この工事のため、Union Station〜Pico/Aliso間はバス代行となり、それぞれの区間で折り返し運転となった。
2023年にRegional Connectorが完成、路線の再編が行われ、以前の北半分はA線、南半分はE線と統合され、L線の系統は消滅した。
| 駅                                                      | 乗換 | 開業年月日         | 市               | 路線再編 |
| ------------------------------------------------------- | --- | ------------------ | ---------------- | -------- |
| 開業済部分                                              | |                    |                  |          |
| Sierra Madre Villa                                      | | 2003年7月26日      | Pasadena         | に統合   |
| Allen                                                   | | 2003年7月26日      | Pasadena         | に統合   |
| Lake                                                    | | 2003年7月26日      | Pasadena         | に統合   |
| Memorial Park                                           | Metro Rapid: 762, 780 | 2003年7月26日      | Pasadena         | に統合   |
| Del Mar                                                 | Metro Rapid: 762 | 2003年7月26日      | Pasadena         | に統合   |
| Fillmore                                                | | 2003年7月26日      | Pasadena         | に統合   |
| Mission                                                 | | 2003年7月26日      | South Pasadena   | に統合   |
| Highland Park                                           | | 2003年7月26日      | Los Angeles      | に統合   |
| Southwest Museum                                        | | 2003年7月26日      | Los Angeles      | に統合   |
| Heritage Square/Arroyo                                  | | 2003年7月26日      | Los Angeles      | に統合   |
| Lincoln Heights/Cypress Park                            | Metro Rapid: 751 | 2003年7月26日      | Los Angeles      | に統合   |
| Chinatown                                               | | 2003年7月26日      | Los Angeles      | に統合   |
| Union Station                                           | Red Line Purple Line El Monte Busway Metro Rapid: 704, 728, 730, 740, 745, 770 Foothill Transit: Silver Streak Amtrak Metrolink | 2003年7月26日      | Los Angeles      | に統合   |
| Little Tokyo/Arts District                              | | 2009年11月15日     | Los Angeles      |          |
| Pico/Aliso                                              | | 2009年11月15日     | Los Angeles      | に統合   |
| Mariachi Plaza                                          | | 2009年11月15日     | East Los Angeles | に統合   |
| Soto                                                    | Metro Rapid: 751 | 2009年11月15日     | East Los Angeles | に統合   |
| Indiana                                                 | | 2009年11月15日     | East Los Angeles | に統合   |
| Maravilla                                               | | 2009年11月15日     | East Los Angeles | に統合   |
| East LA Civic Center                                    | | 2009年11月15日     | East Los Angeles | に統合   |
| Atlantic                                                | Metro Rapid: 762, 770 | 2009年11月15日     | East Los Angeles | に統合   |
| Foothill 延伸線 - Sierra Madre Villa Station から東方向 | |                    |                  |          |
| Arcadia                                                 | | 2010年以降順次開業 | Arcadia          |          |
| Monrovia                                                | | 2010年以降順次開業 | Monrovia         |          |
| Duarte                                                  | | 2010年以降順次開業 | Duarte           |          |
| Irwindale                                               | | 2010年以降順次開業 | Irwindale        |          |
| Downtown Azusa                                          | | 2010年以降順次開業 | Azusa            |          |
| Azusa/Citrus College                                    | | 2010年以降順次開業 | Azusa            |          |
| Glendora                                                | | 2010年以降順次開業 | Glendora         |          |
| San Dimas                                               | | 2010年以降順次開業 | San Dimas        |          |
| La Verne                                                | | 2010年以降順次開業 | La Verne         |          |
| Pomona                                                  | Metrolink: San Bernardino Line                                                                                                  | 2010年以降順次開業 | Pomona           |          |
| Claremont Village                                       | Metrolink: San Bernardino Line                                                                                                  | 2010年以降順次開業 | Claremont        |          |
| Montclair                                               | Foothill Transit: Silver Streak Metrolink: San Bernardino Line                                                                  | 2010年以降順次開業 | Montclair        |          |

2009年以降順次開業

### ピンクライン（未開業、建設中の路線）
レッドラインの Hollywood/Highland 駅からウェスト・ハリウッド、ビヴァリー・ヒルズを通り Wilshire/Beverly 駅で計画中のパープルラインと接続、さらにはLa Breaを北上し Hollywood/Highland に戻る環状線である。これができるとハリウッド、ウェスト・ハリウッド、ビヴァリー・ヒルズそれぞれの地区内に点在するショッピング街等が有機的に結ばれることになり、完成が大いに期待されている。全線開通予定年度はまだ発表されていない。
| 建設中                   | |                              |
| 駅                       | 乗換 | 市 (地区)                    |
| Hollywood/Highland       | Red Line Metro Rapid: 780 Metro Local: 156, 163, 210, 212, 217, 312, 656 LADOT DASH: Hollywood, Hollywood/West Hollywood | Los Angeles (Hollywood)      |
| Santa Monica/La Brea     | | Los Angeles (Hollywood)      |
| Santa Monica/Fairfax     | | Los Angeles (West Hollywood) |
| Santa Monica/La Cienega  | | Los Angeles (West Hollywood) |
| Santa Monica/San Vicente | | Beverly Hills                |
| Beverly Center           | | Beverly Hills                |
| Wilshire/Beverly         | Purple Line (延伸中) Metro Rapid: 720, 920                                                                               | Beverly Hills                |

## バス路線

### 概要
- 系統数191、停留所数18500
- 車両数2672台（うちCNG車2045台）
- 年間利用者数（2005年見込み）3億8000万人
- 建設費8億7000万ドル

後述の通り、バスは種別によって車体の塗装が区別されているが、あくまでこれは原則であって、実際の運用の場合は別の色のバス（特に台数の多いローカルのバスが他種に回されることが多い）が別の種別としてやってくる事があるので、行き先をよく確認する必要がある。
メトロ・ラピッドの大動脈である720番は時折、ローカル用の連節仕様のバスが当該路線として運用される事があり、また後述のディズニーランド行きのメトロ・エクスプレスの460番は青ではなくてオレンジのローカル用のバスを使い回す事が殆どである。

### メトロ・ローカルバス

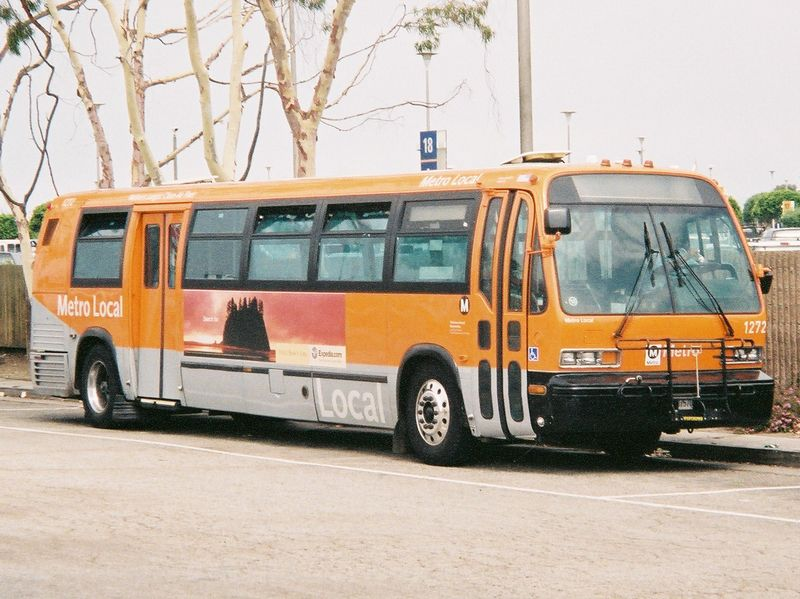
メトロ・ローカルバス

通常のバス路線で、オレンジ色に塗られたバスを使用している。系統番号1～399、600～699（300番台はリミテッドサービス、600番台はイベント輸送用）ダウンタウンを中心に放射状に広がる路線と、その外延部を連絡する路線により構成されている。
24時間運行の路線、一部停留所を通過するリミテッドサービスを（快速バスとは別個に）行う路線も多い。

### メトロ・快速バス（メトロ・ラピッドと呼ぶ）

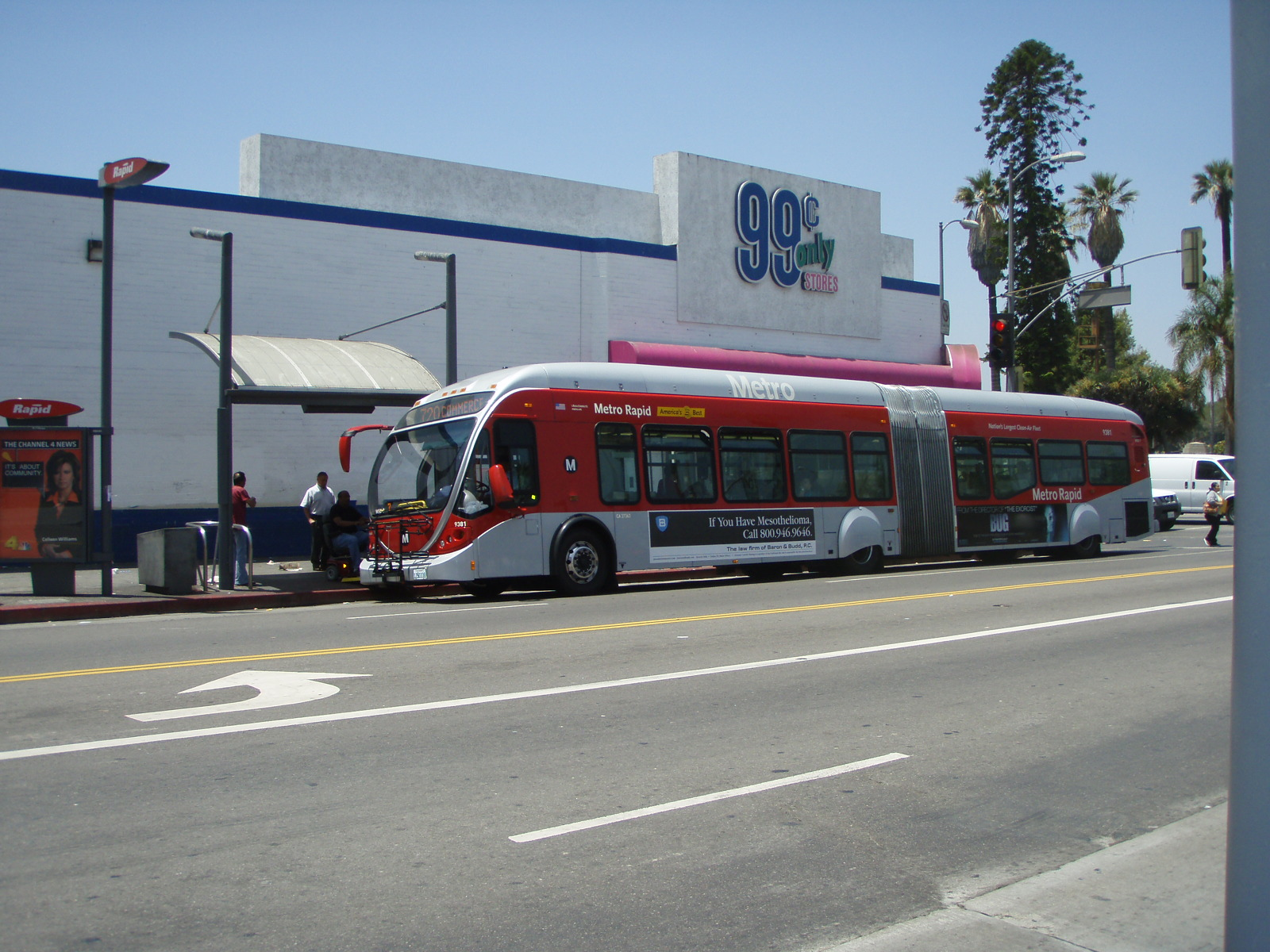
メトロ・ラピッド

近年交通局が拡充を急いでいる、所要時間短縮のためにルート選定や停留所数に工夫が行われているバス路線網。赤色のバスが使用されている。系統番号700番台の路線。
主な区間としては、サンタモニカ市 - ロサンゼルス・ダウンタウンを結ぶ720系統がある。
また、系統番号900番台に、メトロ・ラピッド・エクスプレスという、メトロ・ラピッドから更に停車地数を減らした物がある。

### メトロ・エクスプレス

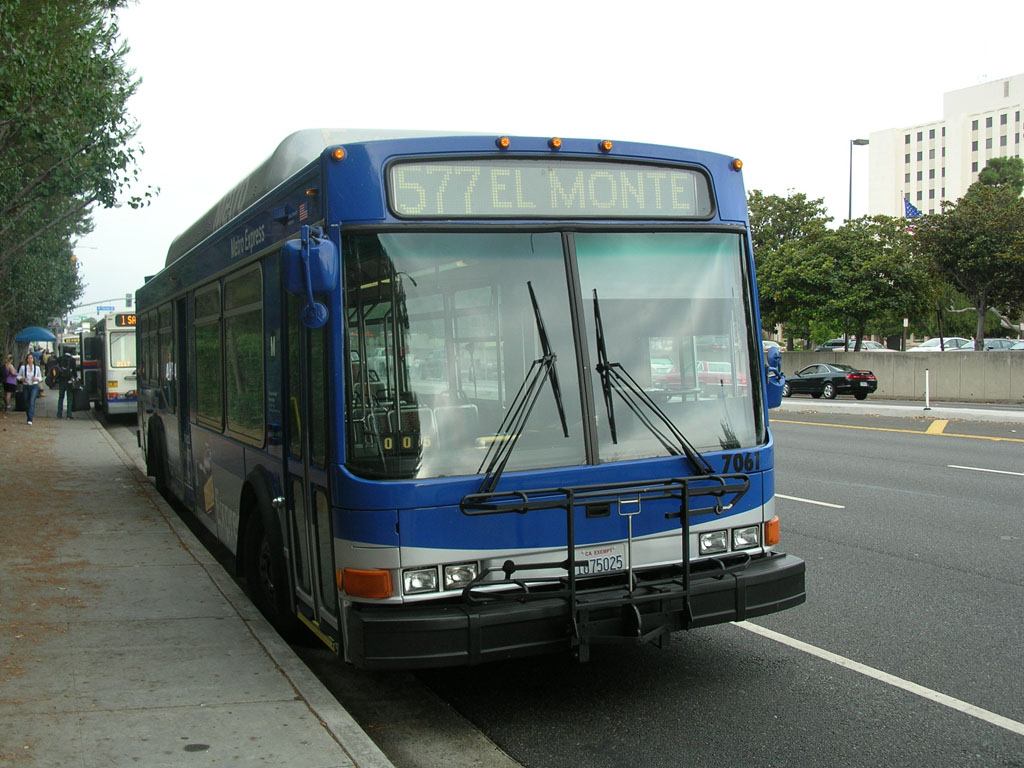
メトロ・エクスプレス

高速道路経由の路線で、ダークブルーのバスが使用されている。系統番号は400番台。追加料金が必要。
ダウンタウン - ディズニーランド間の路線（460系統）は有名かつ有益。

### オレンジライン
サン・フェルナンド渓谷で建設が進められているバス専用道路 （ノースハリウッド - ワーナーセンター）。連接式のバスが導入される。
2005年10月29日運行開始。

## その他の路線
- 郡内では交通局のバス路線とは別に、ロサンゼルス市、サンタモニカ、カルバーシティ、トーランスなどの各自治体が独自にバス路線を運行している（乗り換え券による乗り換えは可能）。

- ユニオン駅から発着する通勤鉄道メトロリンクは、南カリフォルニア地域鉄道局 (Southern California Regional Rail Authority SCRRA) が運営している。SCRRAへのリンク